# Ctenopoma
Ctenopoma là một chi cá thuộc họ Cá rô đồng bản địa của châu Phi. Microctenopoma đã từng thuộc chi Ctenopoma trong quá khứ.

## Các loài
Có 18 loài được ghi nhận trong chi này
- Chi Ctenopoma
  - Ctenopoma acutirostre Pellegrin, 1899: cá rô đốm, sinh sống trong lưu vực sông Congo.
  - Ctenopoma ashbysmithi Banister & Bailey, 1979: cá rô đốm Kindu. Tìm thấy tại khu vực tây nam Kindu, Cộng hòa Dân chủ Congo.
  - Ctenopoma gabonense Günther, 1896: Lưu vực sông Ogowe và sông Congo.
  - Ctenopoma garuanum (Ahl, 1927): cá rô đốm Garua. Tìm thấy tại Garua, Cameroon.
  - Ctenopoma houyi (Ahl, 1927): cá rô hồ Tchad. Tìm thấy tại hồ Tchad và các sông nhánh của hệ thống sông Niger.
  - Ctenopoma kingsleyae Günther, 1896: cá rô đuôi đốm. Sinh sống trong khu vực từ Senegal tới Cộng hòa Dân chủ Congo (Senegal, Gambia, Volta, Niger, Ogowe và lưu vực sông Congo)
  - Ctenopoma maculatum Thominot, 1886. Các sông ven biển, từ miền nam Cameroon tới Cộng hòa Dân chủ Congo; Tchad, Ogoué và lưu vực sông Congo.
  - Ctenopoma multispine Peters, 1844: cá rô nhiều gai. Sông Lufira, Lualaba-Upemba, Luapula-Moero tại Cộng hòa Dân chủ Congo, thượng lưu sông Zambezi tại Zambia và Cubango-Okovango-Ngami ở Angola và Botswana. Cũng có tại Kafue, các sông ven biển của Mozambique, Cuanza và các sông nhánh của hệ thống sông Congo.
  - Ctenopoma muriei (Boulenger, 1906): cá rô mắt đơn. Chad và lưu vực sông Niger, hồ Tanganyika và sông Nin. Cũng có tại các sông nhánh thượng nguồn sông Bénoué, sông Lualaba và trong khu vực các hồ Albert, Edward, George, Victoria.
  - Ctenopoma nebulosum Norris & Teugels, 1990. Đông nam Nigeria (các sông Sombreiro, Imo và Cross)
  - Ctenopoma nigropannosum Reichenow, 1875: cá rô hai đốm. châu thổ các sông Niger và Congo, bao gồm cả sông Ogowe tại Gabon
  - Ctenopoma ocellatum Pellegrin, 1899: cá rô đốm mắt. Lưu vực sông Congo
  - Ctenopoma pellegrini (Boulenger, 1902). Lưu vực sông Congo
  - Ctenopoma petherici Günther, 1864. Senegal, Niger, Cameroon, Gabon, Tchad và khu vực sông Nin.
  - Ctenopoma riggenbachi (Ahl, 1927): cá rô đốm Cameroon. Cameroon
  - Ctenopoma togoensis (Ahl, 1928): cá rô Togo. Kete Kratschi
  - Ctenopoma weeksii Boulenger, 1896. Thượng Congo